# N. Lartigault
N. Lartigault est un compositeur, probablement maître de chapelle, organiste ou chantre, qui publie une messe à 5 voix à Paris en 1664.

## Biographie
On ne sait encore rien de ce compositeur, qui pourtant devait avoir quelque mérite, pour avoir pu faire publier une messe chez Ballard.
Il a laissé son ex-libris sur un exemplaire des Harmonicorum libri XII, editio aucta de Marin Mersenne (Paris : Guillaume Baudry, 1648, cf. Guillo 2003 n° 1648-F).
C'est maigre.

## Œuvres
- Missa Confirma hoc Deus, 5 v. - Paris : Robert III Ballard, 1664. in-2°. Guillo 2003 n° 1664-G.

Édition perdue dont l'existence est attestée dans les catalogues de la maison Ballard et dans les notes de Sébastien de Brossard.